# Between Showers
Between Showers és una pel·lícula muda de la Keystoe dirigida per Henry Lehrman i protagonitzada per Charles Chaplin i Ford Sterling. La pel·lícula, d'una bobina, es va estrenar el 28 de febrer de 1914.

## Argument
En Charlie i un altre home competeixen intentant ajudar una jove a creuar un carrer fangós. El rival troba un tauló de fusta, però en Charlie li pren. Així que comença una lluita per un paraigua. Un policia resol la disputa arrestant el rival. En mig de la disputa un rodamón innocent cau al llac.

## Crítica
Charles ja ha trobat el vestuari adequat (sense el bastó) però el personatge encara l'haurà de perfeccionar una mica més. La seva actuació és molt menys precipitada que la dels seus companys. Pocs gags, el personatge no està totalment delineat. Charlot es diverteix a compte dels altres però no rebrà la recompensa que esperava. Abunden les tombarelles i les persecucions. És l'última pel·lícula en la qual Lehrman dirigirà Chaplin. Va ser gravada en poques hores al carrer a prop dels estudis.

## Repartiment
| Actor / actriu  | rol          |
| --------------- | ------------ |
| Charles Chaplin | El galant    |
| Ford Sterling   | Un lladregot |
| Chester Conklin | Policia      |
| Edward Nolan    | Policia      |
| Emma Clifton    | Jove ingènua |
| Sadie Lampe     | Policia      |